# Centralny Komitet Katolików Niemieckich
Centralny Komitet Katolików Niemieckich (niem. Zentralkomitee der deutschen Katholiken, skr. ZdK) – niemieckie stowarzyszenie katolickie przedstawicieli rad diecezjalnych, stowarzyszeń oraz instytucji katolickich apostolstwa świeckich, jak również osób fizycznych – świeckich i duchownych, współpracująca z biskupami w kierowaniu niemieckim Kościołem katolickim (łącznie składa się z 228 przedstawicieli). Przewodniczącą ZdK jest Irme Stetter-Karp. 
Walne zgromadzenie Komitetu liczy około 230 członków. 97 członków wybieranych jest przez Stowarzyszenie Organizacji Katolickich w Niemczech (AGKOD), 84 członków pochodzi z rad diecezjalnych, a 45 członków wybieranych jest indywidualnie. Organizacja popiera m.in. prawo do samobójstwa i uczestniczy w pracach forum Droga Synodalna. Według przewodniczącej Komitetu Kościół jako "absolutystyczny system władzy" musi się skończyć. 

## Historia
Ruch powstał w 1848 jako Piusverein für religiöse Freiheit. W dniach 3-6 października 1848 odbyło się zgromadzenie poszczególnych kół z okazji pierwszego Dnia Katolickiego. W następnych latach zrodził się pomysł powołania „Centralnego Komitetu Wykonawczego” na to coroczne wydarzenie, do czego doszło w 1868. W 1871 Komitet Centralny liczył 270 członków. Niezależność tego ciała wielokrotnie zagrożona była przez rządzących Niemcami. W czasie Kulturkampfu (czasy Bismarcka) oraz w okresie rządów Hitlera zakazano w ogóle zebrań. Po II wojnie światowej Dzień Katolicki odbył się ponownie w Moguncji (1948). W 1952 Komitet Centralny wznowił pracę z nowym statutem i pod nazwą Centralny Komitet Katolików Niemieckich.